# Wereldkampioenschappen duatlon lange afstand
Het Wereldkampioenschap duatlon lange afstand wordt jaarlijks gehouden. De exacte afstand van het lopen, fietsen en lopen verschilt per jaar. Sinds 2011 wordt het kampioenschap jaarlijks in het Zwitserse Zofingen gehouden en gaat die over 10 kilometer lopen, 150 kilometer fietsen en weer 30 kilometer lopen.

## Erelijst

### Heren
| Jaar | Locatie                     | Goud                         | Zilver                          | Brons                           |
| ---- | --------------------------- | ---------------------------- | ------------------------------- | ------------------------------- |
| 1997 | Zofingen (Zwitserland)      | Urs Dellsperger (6:30.08)    | Daniël Keller (6:31.14)         | Olivier Bernhard (6:36.26)      |
| 1998 | Zofingen (Zwitserland)      | Olivier Bernhard (6:22.04)   | René Rovera (6:24.18)           | Pierre-Alain Frossard (6:29.15) |
| 1999 | Zofingen (Zwitserland)      | Olivier Bernhard (6:32.06)   | Daniel Keller (6:40.50)         | Felix Martinez (6:44.11)        |
| 2000 | Pretoria (Zuid-Afrika)      | Benny Vansteelant (2:32.38)  | Felix Martinez (2:36.14)        | Marino Vanhoenacker (2:36.51)   |
| 2001 | Venray (Nederland)          | Benny Vansteelant (2:45.20)  | Felix Martinez (2:46.40)        | Huub Maas (2:46.41)             |
| 2002 | Weyer (Oostenrijk)          | Huub Maas (3:11.34)          | Stefan Riesen (3:13.15)         | Jurgen Dereere (3:14.03)        |
| 2003 | Zofingen (Zwitserland)      | Stefan Riesen (6:28.45)      | Benny Vansteelant (6:30.53)     | Huub Maas (6:32.13)             |
| 2004 | Fredericia (Denemarken)     | Greg Watson (4:56.42)        | Sergio Rodriguez (5:00.37)      | Nico Huyberechts (5:02.44)      |
| 2005 | Barcis (Italië)             | Benny Vansteelant (3:40.59)  | Marcel Zamora (3:44.46)         | Mark McKay (3:45.49)            |
| 2006 | Fredericia (Denemarken)     | Benny Vansteelant (3:34.16)  | Koen Maris (3:35.32)            | Joerie Vansteelant (3:39.45)    |
| 2007 | Richmond (Verenigde Staten) | Joerie Vansteelant (3:06.42) | Javier Garcia (3:13.03)         | Koen Maris (3:13.22)            |
| 2008 | Geel (België)               | Joerie Vansteelant (3:15.05) | Bart Aernouts (3:19.10)         | Lino Barruncho (3:21.48)        |
|      |                             |                              |                                 |                                 |
| 2011 | Zofingen (Zwitserland)      | Joerie Vansteelant (6:07.15) | Thibaut Humbert (6:16.58)       | Andy Sutz (6:18.28)             |
| 2012 | Zofingen (Zwitserland)      | Joerie Vansteelant (6:07.58) | Rob Woestenborghs (6:12.34)     | Søren Bystrup (6:21.38)         |
| 2013 | Zofingen (Zwitserland)      | Rob Woestenborghs (6:21.39)  | Andre Moser (6:24.16)           | Michael Wetzel (6:24.27)        |
| 2014 | Zofingen (Zwitserland)      | Gaël Le Bellec (6:21.45)     | Yannick Cadalen (6:26.05)       | Søren Bystrup (6:27.44)         |
| 2015 | Zofingen (Zwitserland)      | Gaël Le Bellec (6:20.36)     | Seppe Odeyn (6:24.59)           | Søren Bystrup (6:25.35)         |
| 2016 | Zofingen (Zwitserland)      | Seppe Odeyn (6:23.43)        | Felix Köhler (6:28.55)          | Søren Bystrup (6:33.48)         |
| 2017 | Zofingen (Zwitserland)      | Maxim Kuzmin (6:31.04)       | Seppe Odeyn (6:32.30)           | Søren Bystrup (6:34.52)         |
| 2018 | Zofingen (Zwitserland)      | Gaël Le Bellec (6:07.50)     | Yannick Cadalen (6:10.29)       | Felix Köhler (6:12.42)          |
| 2019 | Zofingen (Zwitserland)      | Diego Van Looy (6:14.29)     | Jens-Michael Gossauer (6:16.24) | Daan De Groot (6:20.16)         |
| 2021 | Zofingen (Zwitserland)      | Seppe Odeyn (6:06.41)        | Jens-Michael Gossauer (6:19.15) | Matthieu Bourgois (6:24.27)     |

### Dames
2019: Zofingen, Zwitserland
1. Nina Zoller  SUI

2018: Zofingen, Zwitserland
1. Petra Eggenschwiler  SUI

2017: Zofingen, Zwitserland
1. Emma Pooley  GBR
2. Miriam van Reijen  NED
3. Katrien Esefeld  GER

2016: Zofingen, Zwitserland
1. Emma Pooley  GBR 7:06.16
2. Nina Brenn  SUI 7:17.17
3. Susanne Svendsen  DEN 7:31.42

2015: Zofingen, Zwitserland 
1. Emma Pooley  GBR

2014: Zofingen, Zwitserland 
1. Emma Pooley  GBR

2013: Zofingen, Zwitserland
1. Eva Nystrom  SWE

2012: Zofingen, Zwitserland
1. Eva Nystrom  SWE

2011: Zofingen, Zwitserland
1. Melanie Burke  NZL

2009-2010: Niet gehouden
2008: Geel, België
1. Catriona Morrison  GBR 3:44.23
2. Mariska Kramer  NED 3:46.46
3. Ulrike Schwalbe  GER 3:48.21

2007: Richmond, Verenigde Staten
1. Catriona Morrison  GBR 3:34.56
2. Michelle Lee  GBR 3:40.05
3. Yvonne van Vlerken  NED 3:43.43

2006: Canberra, Australië
1. Yvonne van Vlerken  NED 4:04.00
2. Catriona Morrison  GBR 4:06.25
3. Andrea Ratkovic  USA 4:07.22

2005: Barcis, Italië
1. Erika Csomor  HUN 4:14.33
2. Ulrike Schwalbe  GER 4:14.40
3. Annaleah Emmerson  GBR 4:16.40

2004: Fredericia, Denemarken
1. Ulrike Schwalbe  GER 5:35.55
2. Yvonne van Vlerken  NED 5:40.59
3. Erika Csomor  HUN 5:45.43

2003: Zofingen, Zwitserland
1. Fiona Docherty  SUI 7:37.34
2. Erika Csomor  HUN 7:38.29
3. Bella Comerford  GBR 7:39.40

2002: Weyer, Oostenrijk
1. Karin Thürig  SUI 3:31.34
2. Edwige Pitel  FRA 3:39.02
3. Lenka Ilavska  SLO 3:40.13

2001: Venray, Nederland
1. Karin Thürig  SUI 3:00.53
2. Erika Csomor  HUN 3:04.41
3. Christiane Söder  GER 3:05.00

2000: Pretoria, Zuid-Afrika
1. Edwige Pitel  FRA 2:53.00
2. Dolorita Fuchs-Gerber  SUI 2:55.45
3. Irma Heeren  NED 2:56.15

1999: Zofingen, Zwitserland
1. Debbie Nelson  NZL 7:35.58
2. Alena Peterkova  CZE 7:54.15
3. Ariane Gutknecht  SUI 7:55.39

1998: Zofingen, Zwitserland
1. Lori Bowden  CAN 7:21.51
2. Susanne Rufer  SUI 7:27.34
3. Debbie Nelson  NZL 7:28.13

1997: Zofingen, Zwitserland
1. Natascha Badmann  SUI 7:11.03
2. Susanne Nedergaard  LUX 7:27.26
3. Debbie Nelson  NZL 7:29.17